# Drahoslav Lím
Drahoslav Lím (30. září 1925, Zeměchy u Loun – 22. srpna 2003, San Diego, USA) byl český chemik a objevitel složení materiálu pro kontaktní čočky.

## Objev hydrogelu pro kontaktní čočky
Po válce se zapsal na chemicko-technologickou fakultu ČVUT, kterou ukončil v r. 1949. Na škole se seznámil se svou ženou Janou, ale i s Otto Wichterlem. V roce 1949 byl praktikantem v pražské laboratoři Povážských chemických závodů. Po absolvování školy se stal jeho asistentem. Kolem r. 1952 napadlo Ottu Wichterleho, že by se mohli pokusit vyrobit oční protézu z umělé hmoty místo do té doby obvyklého skla. Úkolem syntetizovat vyhovující hmotu byl pověřen Drahoslav Lím. 27letému Límovi se to podařilo během necelých dvanácti měsíců. V r. 1953 předložil jako svou doktorskou práci objev prvního z řady hydrogelů, které následně prozkoumal. Až za další dva roky nalezl použitelnou chemickou strukturu hydrogelu pro zadaný účel.
Jednoho dne musel Lím předčasně odejít z laboratoře a nedokončil rozpracovanou syntézu. Směs přes noc zpolymerovala v měkkou průhlednou hmotu. Hydrogel, použitelný jako základ měkkých kontaktních čoček, byl na světě. A původní nápad vyrábět oční protézy se změnil v myšlenku nahradit brýle čočkami. V r. 1955 si nechal Drahoslav Lím svůj objev patentovat. Na patentu byl podepsán i Otto Wichterle, který navrhl svému asistentovi spolupráci na aplikačním vývoji. Z hmoty, vymyšlené Límem, potom připravil Wichterle ve spolupráci s Maxmiliánem Dreifusem první čočky. Za tento objev dostal Drahoslav Lím v r. 1966 státní cenu a v témže roce obhájil doktorát věd.
Jan Šebenda uvádí, že nápad na výměnu zákalu v oku hydrofilním polymerem pochází od Wichterleho, ale konkrétní materiál na výrobu čoček vymyslel Drahoslav Lím, který těžce nesl, že byl připraven o velký vynález a slávu si odnesl Wichterle.
Při příležitosti 70. výročí VŠCHT Praha byla 23. září 2022 Wichterlemu a Límovi odhalena pamětní deska u "Laboratoře hydrogelů" A213, kde na počátku 50. let 20. století byly připraveny první syntetické biokompatibilní hydrogely na bázi 2-hydroxyethylmethakrylátu (HEMA). Tyto polymerní biomáteriály inspirovaly syntézu dalších polymerních hydrogelů, které slouží v různých medicinálních aplikacích asi 1/10 lidské populace.

## Odjezd do USA
V roce 1964 absolvoval odbornou stáž na Newyorské universitě, v brooklynském Polytechnickém institutu u profesora Karla Marka a Herberta Morawtze. V r. 1969 se poměry na katedře Makromolekulární chemie VŠCHT změnily a získat profesuru mu již v nebylo dovoleno. Proto v r. 1970 odjel na pozvání nositele Nobelovy ceny Paula Floryho přednášet a bádat na Stanfordovu univerzitu do USA. Během čtyřletého pobytu v USA vyvinul tvrdší oční čočky s velkou propustností a také novou technologii výroby dosavadních měkkých čoček. Přestože výzkum prováděl na americké univerzitě, nabídl výsledek své práce Československu. Tehdejší vedení nabídku odmítlo, takže jeho objevy připadly Američanům, kteří je využívají dodnes.
V r. 1974 se Drahoslav Lím vrátil i s rodinou do normalizačního Československa. A na pět let se zde ocitl bez práce. Proto se rozhodl vrátit do USA, což mu komunistické úřady povolily v r. 1979 po nátlaku americké vědecké obce. Během druhého pobytu v USA uskutečnil řadu převratných vynálezů. Např. je otcem inzulinové pumpy se zásobníky pro automatické dávkování inzulinu – přístroje, který znamenal převrat v léčbě diabetiků. Pro vynálezce umělé ledviny, Willema Kolffa, vyvinul hydrogely nesrážející krev, kterými byla umělá ledvina potažena. Tentýž hydrogel byl použit i pro prvé umělé srdce na světě, voperované člověku v r. 1982.
Drahoslav Lím je jedním ze zakladatelů vědního oboru, který se zabývá biomateriály. S jeho jménem se pojí 150 patentů. Zabýval se rovněž teoretickým bádáním. V teorii o vzniku a fungování života jako interakci makromolekul se pokusil o definici a chemický popis i neuhlíkových forem života.
Po sametové revoluci zajížděl Drahoslav Lím často zpět do vlasti, ovšem bez jakékoli publicity či veřejné satisfakce. Proto až do své smrti zůstal profesorem na Kalifornské univerzitě v San Diegu, kde učinil většinu svých objevů.